# Josef Voctář
Josef Voctář (26. února 1823 Libeň – 9. září 1908 Praha-Libeň) byl český tesař a politik staročeské strany, starosta obce Libeň v letech 1870–1894 a poté v letech 1900–1901 jako starosta města Libně, před jejím přičleněním ku Praze.

## Život
Narodil se v Libni, vyučil se tesařem a provozoval v Libni tesařskou živnost.
Byl činný ve veřejném a spolkovém životě: stal se členem libeňské Občanské besedy. Začal se angažovat také v komunální politice a stal se roku 1867 členem městského zastupitelstva. Roku 1870 byl pak v obecních volbách zvolen starostou obce Libeň, v této funkci nahradil Jana Světa. Za jeho éry se Libeň v rámci probíhající průmyslové revoluce masivně průmyslově i stavebně rozvíjela a populačně rostla. Do své funkce byl opakovaně znovuzvolen.
Od roku 1879 zastupoval Libeň v karlínském okresním zastupitelstvu a byl účasten politických procesů správního připojení Libně k rostoucí Praze. V roce 1894 schválilo obecní zastupitelstvo, aby Libeň požádala u c.k. místodržitelství o povýšení na město, ale žádost byla o 2 roky později zamítnuta. V úřadu obecního starosty Voctáře roku 1894 nahradil Alois Cikánek. Roku 1897 je uváděn jako předseda Jednoty pro zbudování chrámu Páně v Libni usilující o výstavbu velkého obecního kostela.
Roku 1900 se opětovně stal starostou Libně, již povýšené "nejvyšším rozhodnutím" císaře Františka Josefa I. z 29. září 1898 na město. Úřad převzal po rezignovaném Antonínu Světovi, který rok předním nahradil Aloise Cikánka, který spáchal sebevraždu. Účastnil se probíhajících jednání o připojení Libně k Praze, což se oficiálně stalo 12. září 1901, čímž zanikl také úřad starosty Libně.
Rovněž je uváděn jako majitel již zaniklé usedlosti Pekařka, v době jeho vlastnění usedlosti nazývané Voctářka. Byl nositelem Zlatého záslužného kříže s korunou.

### Úmrtí
Josef Voctář zemřel 12. dubna 1908 v Praze-Libni ve věku 85 let a byl pohřben v rodinné hrobce na Libeňském hřbitově.
V Libni po něm byla nedaleko křižovatky Palmovka pojmenována ulice, Voctářova.

### Rodinný život
Josef Voctář byl ženatý s Aloisií Voctářovou, rozenou Smetanovou.